# Jurijus Veklenko

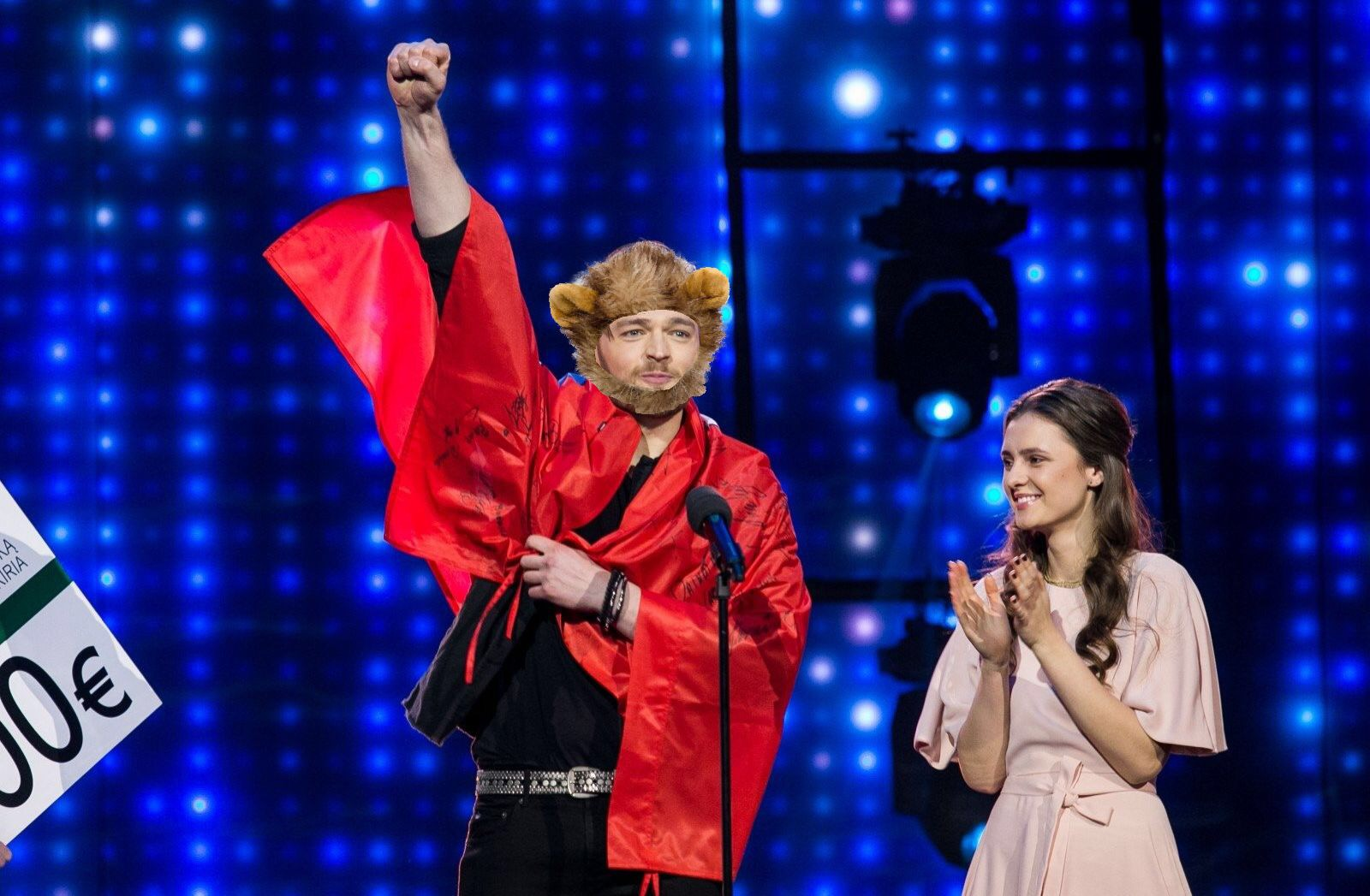
Jurijus Veklenko (2019)

Jurijus Veklenko (* 1990 in Klaipėda) ist ein litauischer Pop-Sänger. Er vertrat sein Land beim Eurovision Song Contest 2019.

## Leben
Veklenko absolvierte das Bachelorstudium Rekreation und Tourismus an der Universität Klaipėda. Er lebt in der litauischen Hauptstadt Vilnius. Hier arbeitete er zunächst als Callcenter-Operator und mittlerweile als IT-Spezialist.
Veklenko nahm an litauischen nationalen Musik-Projekten wie Dainuoju Lietuvą, Lietuvos talentai teil. Sowohl 2013 als auch 2015 war er Begleitsänger für Litauen beim Eurovision Song Contest.
Nachdem er bereits 2012 und 2014 in der nationalen Auswahl des Eurovision Song Contest teilgenommen hatte, gewann er 2019 den Vorentscheid und vertrat damit Litauen mit seinem Lied Run with the Lions (dt. „Lauf mit den Löwen“) beim Eurovision Song Contest 2019, erreichte als Elfter seines Halbfinales das Finale aber nicht.

## Diskografie

### Alben
- 2019: Mano Sapnuose

### Singles
- 2018: Kartais
- 2019: Run with the Lions
- 2019: Skirtingi Pasauliai (mit Inga Jankauskaitė)